# Geneviève Guilbault
Pour les articles homonymes, voir Guilbault.
Geneviève Guilbault, née le 4 novembre 1982 à Greenfield Park, est une conseillère en communication et femme politique québécoise. Depuis 2018, elle est vice-première ministre du Québec.
Elle est élue députée de Louis-Hébert à l'Assemblée nationale du Québec sous la bannière de la Coalition avenir Québec lors de l'élection partielle du 2 octobre 2017.
De 2018 à 2022, elle est ministre de la Sécurité publique et ministre responsable de la Capitale-Nationale au sein du gouvernement de François Legault.
Depuis le 20 octobre 2022, elle est ministre des Transports et de la Mobilité durable.

## Biographie

### Formation
Née le 4 novembre 1982 à Greenfield Park, aujourd'hui un arrondissement de Longueuil, Geneviève Guilbault étudie en communication publique à l'Université Laval d'où elle obtient un baccalauréat en 2006 et une maîtrise en 2011.
De 2006 à 2008, elle est attachée de presse adjointe de Jacques Dupuis, alors ministre de la Sécurité publique du Québec. Elle exerce ensuite auprès du Conseil du trésor du Québec et du ministère de la Sécurité publique du Québec.
En 2009, elle devient directrice des communications du Bureau du coroner du Québec. Elle agit comme porte-parole durant l'accident ferroviaire de Lac-Mégantic, de l'incendie majeur de la Résidence du Havre à L'Isle-Verte et de la fusillade à la grande mosquée de Québec.

### Carrière politique

#### 41elégislature: étoile montante
Sam Hamad quitte la politique en avril 2017, laissant son siège de député vacant de la circonscription de Louis-Hébert, château fort libéral. La Coalition avenir Québec choisit d'abord le banquier Normand Sauvageau pour représenter le parti, mais à la suite de révélations, elle remercie le candidat et se tourne vers Geneviève Guilbault. Celle-ci se préparait à devenir candidate pour la circonscription de Charlesbourg aux prochaines élections générales. Étant résidente de Louis-Hébert, elle est alors approchée pour devenir la nouvelle candidate. Le principal thème de sa campagne électorale est l'intégrité.
Elle est élue députée de Louis-Hébert à l'Assemblée nationale du Québec lors de l'élection partielle du 2 octobre 2017 sous la bannière de la Coalition avenir Québec. Elle remporte l'élection avec 51 % des voix, loin devant ses adversaires. François Legault la qualifie alors de « nouvelle étoile de la politique » et voit cette victoire comme la prémisse de celle des élections générales de 2018.
Elle est assermentée le 16 octobre 2017 et se voit confier le mandat de porte-parole du deuxième groupe d’opposition en matière de famille. Le lendemain, elle intègre la Commission des relations avec les citoyens. Le 20 novembre 2017, elle devient membre de trois délégations de l'Assemblée nationale entretenant des relations avec des parlements étrangers au Maroc, en Bavière et en Louisiane. Le 27 décembre 2017, elle donne naissance à sa fille Capucine et prend du repos durant l'hiver.
À l'approche des élections générales de 2018, Guilbault est déjà pressentie pour devenir vice-première ministre advenant une victoire du parti. Érigée en tant que porte-parole caquiste en Capitale-Nationale, elle dirige la presque totalité des points de presse organisés avec des candidats de la région durant la campagne électorale.

#### 42elégislature: vice-première ministre et ministre de la Sécurité publique
Elle est réélue avec 44,6 % des voix, devenant l'une des 74 députés de la Coalition avenir Québec sur les 125 sièges de l'Assemblée nationale. Elle est assermentée le 18 octobre 2018. Elle entre au sein du Conseil exécutif du Québec en étant nommée ministre de la Sécurité publique et ministre responsable de la région de la Capitale-Nationale. François Legault en fait son bras-droit en la choisissant comme vice-première ministre du Québec.
Parmi ses premiers dossiers en tant que ministre de la Sécurité publique, elle doit gérer les inondations printanières de 2019. En septembre 2019, elle doit présenter des excuses après avoir dénigré du personnel de son cabinet. L'événement incite l'opposition officielle à réclamer sa démission comme ministre. Le 4 janvier 2020, elle accouche de son fils Christophe, son deuxième enfant depuis son entrée à l'Assemblée nationale, et évoque l'idée d'un congé parental pour les parlementaires. À la suite d'une hausse remarquée de fusillades dans la région métropolitaine de Montréal en 2021, elle annonce préparer un plan « sans précédent ». Le 24 septembre 2021, elle annonce le début de l'opération Centaure, impliquant plusieurs corps policiers québécois et partenaires frontaliers, dans la lutte au trafic d'armes en particulier au Suroît.
Du 8 septembre au 3 octobre 2021, elle est nommée suppléante de Nadine Girault, ministre des Relations internationales et de la Francophonie, qui doit s'absenter en raison d'une convalescence. Elle occupe à nouveau temporairement cette fonction du 27 octobre 2021 au 12 janvier 2022, toujours pour le même motif. En octobre 2021, un sondage mené par la firme Léger révèle que 56 % de la population aurait une bonne opinion à son égard et qu'elle serait la ministre la plus appréciée du gouvernement.
À titre de ministre responsable de la région de la Capitale-Nationale, elle est parfois critiquée pour ne pas respecter l'autonomie du palier municipal. Son mandat est marqué entre autres par une dichotomie entre la vision régionale de son gouvernement, défendant la construction d'un nouveau lien autoroutier interrégional, et celle de la mairie de Québec avec sa vision plus urbaine axée sur la densification. En mai 2022, Claude Villeneuve, le chef de l'opposition de la Ville de Québec, affirme qu'elle est « la pire ministre de la Capitale-Nationale qu’on a eue ». Elle est « largement perçue comme la porte-parole du gouvernement dans la capitale plutôt que l’inverse », affirme le chroniqueur Michel David. Elle marque ainsi une certaine rupture avec les ministres précédents en gardant une plus grande indépendance vis-à-vis la ville de Québec et en orientant sa démarche sur toute la communauté métropolitaine, en incluant Lévis qui sur papier ne fait pas partie de la Capitale-Nationale,.
À la veille de la 43e législature, elle signale son intention au premier ministre de ne pas vouloir être affecté de nouveau au ministère de la Sécurité publique, ni comme ministre régionale de la Capitale-Nationale.

#### 43elégislature
Le 20 octobre 2022, sa demande est exaucée, elle se voit attribuer la responsabilité de ministre des Transports et de la Mobilité durable. François Bonnardel la remplace comme ministre de la Sécurité publique et Jonatan Julien comme ministre responsable de la région de la Capitale-Nationale. Son mandat est marqué par plusieurs controverses.
En août 2023, elle présente ses excuses après avoir été vue sans ceinture de sécurité dans plusieurs publications sur les réseaux sociaux. La ministre affirme qu'il s'agissait d'oublis, mais des experts soulignent qu'elle devrait donner l'exemple en tant que responsable du Code de la sécurité routière.
En février 2024, elle est impliquée dans une controverse après qu'un couple endeuillé déclare avoir payé pour la rencontrer à un cocktail de financement de la Coalition avenir Québec. À la suite de la médiatisation de l'affaire, la formation politique rembourse les parents, mais l'épisode soulève des questions sur les pratiques de financement du parti.
Le 24 avril 2024, dans le cadre de ses fonctions comme ministre des Transports et de la Mobilité durable, elle sème la controverse en annonçant que la gestion du transport collectif et des sociétés de transport n'est pas une mission de l'État québécois.

##### Dossier de la traverse Rivière-du-Loup-Saint-Siméon
Le 19 décembre 2024, Geneviève Guilbault, accompagnée de la PDG de la Société des traversiers du Québec (STQ), Greta Bédard, et d'Amélie Dionne, députée de la Coalition avenir Québec dans la circonscription de Rivière-du-Loup–Témiscouata annonce à Rivière-du-Loup que, dès 2028, la traverse Rivière-du-Loup-Saint-Siméon déménagera du quai de Rivière-du-Loup vers le quai de Gros-Cacouna, situé à 10 minutes, en voiture, vers l'est. La Société des traversiers du Québec a pris cette décision, car le navire qui fait l'actuel traverse, le N.M. Trans-Saint-Laurent, construit en 1963, est arrivé à sa fin de vie et la société d'État souhaite donc le remplacer par le navire de réserve du N.M. F.-A.-Gauthier, le N.M. Saaremaa I, acquis en 2019 lors de la saga des traversiers afin de remplacer le N.M. Apollo, navire acquis en urgence qui, après 17 jours et deux accidents aux quais de Baie-Comeau et de Matane, a été mis hors service. Cette décision sème la controverse à la ville de Rivière-du-Loup, à la MRC de Rivière-du-Loup ainsi que dans la communauté des affaires de la région. La décision prise par le ministère des Transports et de la Mobilité durable est faite par rapport aux coûts : adapter le quai de Rivière-du-Loup pour le N.M. Saaremaa I aurait été de 650 M $ alors que le déménagement à Gros-Cacouna et la construction des installations est estimé à 150 M $ en plus de pouvoir assurer la traverse à l'année longue. Cependant, le N.M. Saaremaa I restera le navire de relève au N.M. F.-A.-Gauthier à la traverse Matane–Baie-Comeau–Godbout lors de ses arrêts techniques ou tout autres problèmes ce sera le N.M. Félix-Antoine-Savard qui servira comme navire de relève, navire habituellement utilisé pour de petites traverses comme la traverse de l'Isle-aux-Coudres–Saint-Joseph-de-la-Rive ou encore entre Tadoussac et Baie-Saint-Catherine.
Le maire de Rivière-du-Loup, Mario Bastille, annonce en janvier 2025, avec l'appui du député de Matane-Matapédia, Pascal Bérubé, le dépôt d'un projet de loi d'intérêt privé dans le but d'obliger le ministère et la STQ à publier le rapport : « On nous a lancé des chiffres, mais trop peu de données à l’appui de leur argumentaire, comme si la décision avait été prise sur le coin d’une table. Les gens de Rivière-du-Loup méritent plus de respect; il est nécessaire d’obtenir la vérité sur cette catastrophe annoncée. » déclare le maire lors de sa décision de faire valoir le point de vue de la ville et la volonté de cette dernière face au sort réservé à sa traverse.
Le 10 avril 2025, lors d'une conférence de presse à Saint-Pascal, la ministre déclare que « quelques personnes continuent de s'objecter » au déménagement de la traverse, ce qui provoque de nouvelles réactions. Le maire de Rivière-du-Loup qualifie ses propos d'« inacceptables » et exige des excuses, dénonçant une attitude jugée condescendante envers les citoyens et les acteurs économiques de la région. Il affirme également que le premier ministre François Legault lui aurait personnellement garanti, lors d'une rencontre en avril 2022, que la décision concernant l'avenir de la traverse serait politique, qu'elle relèverait de lui, et que le service demeurerait à Rivière-du-Loup. La Chambre de commerce de la MRC de Rivière-du-Loup rappelle qu'une pétition contre le projet a recueilli plus de 8 000 signatures et qu'une mobilisation régionale soutenue s'est formée au fil des années. Une plateforme web, quelquespersonnes.com, est même mise en ligne pour protester contre les propos de la ministre. Des élus de différents horizons, dont le député Bérubé et le candidat libéral Rémi Massé, s'indignent également des déclarations de la ministre, qu'ils jugent déconnectées des préoccupations locales,.

##### Dossier SAAQclic
En décembre 2024, elle est critiquée pour ne pas avoir publié dans les délais prescrits le rapport de gestion 2023 de la Société de l'assurance automobile du Québec (SAAQ). L'Assemblée nationale mandate une commission pour enquêter sur cette omission, et la présidente de l'Assemblée nationale statue qu'il s'agit d'un outrage au Parlement. La SAAQ présente alors des excuses publiques, reconnaissant que l'implantation chaotique du système SAAQclic a entraîné d'importants retards et un déficit de 122 millions $, tout en admettant que la fiabilité des données financières demeure incertaine en raison d'un manque de suivi des transactions.
Dans le cadre de la mise en place de SAAQclic, la ministre Guilbault a été directement impliquée dans la gestion de la crise. Elle affirme avoir été proactive dès son arrivée à la tête du ministère des Transports, rencontrant régulièrement la direction de la SAAQ et tenant des réunions en ligne sept jours sur sept pour gérer les problèmes liés au déploiement de la plateforme. Elle indique même avoir rédigé elle-même certaines publications sur les réseaux sociaux de la SAAQ en raison des problèmes de communication rencontrés par la société d'État.
Le projet SAAQclic a été marqué par d’importants dépassements de coûts et des retards significatifs. La vérificatrice générale du Québec a révélé que des informations erronées ou incomplètes avaient été transmises aux autorités gouvernementales sur l’état d’avancement du projet. Selon le député libéral Monsef Derraji, Geneviève Guilbault aurait été informée dès novembre 2022 des risques associés au déploiement, bien avant la crise survenue en 2023. Toutefois, la ministre affirme que son gouvernement a été trompé par des informations incorrectes concernant l’état du projet.
En février 2025, dans un contexte où l’opposition réclame des démissions au sein du gouvernement, Geneviève Guilbault saisit l’Unité permanente anticorruption (UPAC) en demandant une enquête sur les éléments soulevés par la vérificatrice générale, notamment des conflits d’intérêts, des manipulations d’informations stratégiques et un fractionnement des contrats qui aurait permis de masquer un dépassement de coût de 222 millions $ identifié dès septembre 2022. Parallèlement, la présidente du Conseil du trésor, Sonia LeBel, sollicite l’intervention de l’Autorité des marchés publics pour examiner l’attribution et l’exécution du contrat de SAAQclic. L’opposition exige quant à elle la divulgation des procès-verbaux de la SAAQ et la tenue d’une commission d’enquête publique.
Toujours en décembre 2024, elle déclare en entrevue que le temps passé par les élus en commission parlementaire est excessif et remet en question leur efficacité. Ses propos sont jugés « méprisants » par l'opposition, qui l'appelle à faire preuve de plus d'humilité.

## Résultats électoraux
|                                                                                               | Nom                            | Parti              | Nombre de voix | %      | Maj.   |
| --------------------------------------------------------------------------------------------- | ------------------------------ | ------------------ | -------------- | ------ | ------ |
|                                                                                               | Geneviève Guilbault (sortante) | Coalition avenir   | 17 803         | 47,2 % | 11 575 |
|                                                                                               | Victor Dubuc                   | Parti québécois    | 6 228          | 16,5 % | -      |
|                                                                                               | Marika Robitaille              | Conservateur       | 5 509          | 14,6 % | -      |
|                                                                                               | Steven Lachance                | Québec solidaire   | 4 537          | 12 %   | -      |
|                                                                                               | Dominic Cardinal               | Libéral            | 3 283          | 8,7 %  | -      |
|                                                                                               | Daydree Vendette               | Vert               | 285            | 0,8 %  | -      |
|                                                                                               | Jean-Pierre Hamel              | Démocratie directe | 33             | 0,1 %  | -      |
|                                                                                               | Yolaine Brochu                 | Équipe autonomiste | 32             | 0,1 %  | -      |
| Total                                                                                         | Total                          | Total              | 37 710         | 100 %  |        |
| Le taux de participation lors de l'élection était de 81,1 % et 310 bulletins ont été rejetés. |                                |                    |                |        |        |

|                                                                                               | Nom                            | Parti              | Nombre de voix | %      | Maj.  |
| --------------------------------------------------------------------------------------------- | ------------------------------ | ------------------ | -------------- | ------ | ----- |
|                                                                                               | Geneviève Guilbault (sortante) | Coalition avenir   | 16 248         | 44,6 % | 6 548 |
|                                                                                               | Julie-Maude Perron             | Libéral            | 9 700          | 26,6 % | -     |
|                                                                                               | Normand Beauregard             | Parti québécois    | 4 529          | 12,4 % | -     |
|                                                                                               | Guillaume Boivin               | Québec solidaire   | 4 030          | 11,1 % | -     |
|                                                                                               | Natalie Bjerke                 | Conservateur       | 841            | 2,3 %  | -     |
|                                                                                               | Daydree Vendette               | Vert               | 550            | 1,5 %  | -     |
|                                                                                               | Caroline Côté                  | NPD Québec         | 276            | 0,8 %  | -     |
|                                                                                               | Vincent Bégin                  | Indépendant        | 244            | 0,7 %  | -     |
|                                                                                               | Jean-Luc Rouckout              | Équipe autonomiste | 22             | 0,1 %  | -     |
| Total                                                                                         | Total                          | Total              | 36 440         | 100 %  |       |
| Le taux de participation lors de l'élection était de 80,5 % et 456 bulletins ont été rejetés. |                                |                    |                |        |       |

|                                                                                               | Nom                 | Parti              | Nombre de voix | %      | Maj.  |
| --------------------------------------------------------------------------------------------- | ------------------- | ------------------ | -------------- | ------ | ----- |
|                                                                                               | Geneviève Guilbault | Coalition avenir   | 12 091         | 51 %   | 7 658 |
|                                                                                               | Ihssane El Ghernati | Libéral            | 4 433          | 18,7 % | -     |
|                                                                                               | Normand Beauregard  | Parti québécois    | 3 852          | 16,3 % | -     |
|                                                                                               | Guillaume Boivin    | Québec solidaire   | 1 235          | 5,2 %  | -     |
|                                                                                               | Sylvie Asselin      | Conservateur       | 976            | 4,1 %  | -     |
|                                                                                               | Alex Tyrrell        | Vert               | 487            | 2,1 %  | -     |
|                                                                                               | Denis Blanchette    | NPD Québec         | 319            | 1,3 %  | -     |
|                                                                                               | Vincent Bégin       | Indépendant        | 215            | 0,9 %  | -     |
|                                                                                               | Martin St-Louis     | Option nationale   | 61             | 0,3 %  | -     |
|                                                                                               | Jean-Luc Rouckout   | Équipe autonomiste | 18             | 0,1 %  | -     |
| Total                                                                                         | Total               | Total              | 23 687         | 100 %  |       |
| Le taux de participation lors de l'élection était de 52,4 % et 190 bulletins ont été rejetés. |                     |                    |                |        |       |